# Parafia Ofiarowania Pańskiego w Poznaniu
Parafia pw. Ofiarowania Pańskiego w Poznaniu - parafia rzymskokatolicka znajdująca się w archidiecezji poznańskiej w dekanacie Poznań-Stare Miasto. Erygowana w 1984 roku. Siedziba parafii mieści się przy ulicy Bluszczowej. Liczy ok. 2500 katolików. 

## Terytorium
Do parafii przynależą wierni Kościoła katolickiego zamieszkujący północną część poznańskiej Wildy:
- Poznań - ulice: 28 Czerwca 1956 (nr. parzyste 266-274, nr. nieparzyste 245-285), Bluszczowa, Bzowa, Fiołkowa, Hutnicza, Lipowa, Pl. Lipowy, Modrakowa (nr. 3, 4), Pionierska, Rolna (nr. parzyste 58-70, nr. nieparzyste 43-55), Saperska (nr. parzyste 36-48, nr. nieparzyste 67-119), Świętej Trójcy, Tokarska, Wiśniowa, Wrzosowa, Wspólna.

## Proboszczowie
- 1971-1977 ks. Jerzy Foltyn,
- 1978-1982 ks. Henryk Szwarc,
- 1982-1984 ks. Czesław Grzelak,
- 1984-1989 ks. Wojciech Wolniewicz,
- od 1989 ks. Józef Matuszewski.